# العلاقات المجرية المغربية
العلاقات المجرية المغربية هي العلاقات الثنائية التي تجمع بين المجر والمغرب.
جدد وزير الشؤون الخارجية والتجارة الهنغاري، بيتر زيجارتو، في 15 نونبر 2023 بالرباط، موقف بلاده الداعم لمخطط الحكم الذاتي الذي تقدمت به المملكة المغربية، و”الذي تؤيده بالهيئات الدولية”.

## دعم جمهورية المجر لمبادرة الحكم الذاتي
في إطار المد الأوروبي الداعم لمبادرة الحكم الذاتي وسيادة المغرب على صحرائه، لطالما أكدت جمهورية المجر على لسان وزير خارجيتها، بيتر سييارتو ، دعمها القوي والثابت لمبادرة الحكم الذاتي التي قدمها المغرب سنة 2007، معتبرةً إياها الأساس لحل قضية الصحراء المغربية، في إطار جهود الأمم المتحدة.
و تجدر الإشارة إلى أن هذا الدعم التي تم تجديده سنة 2025، يأتي انسجاماً مع الدينامية الدولية الأخيرة، التي أبرزتها القرار 2756 لمجلس الأمن التابع للأمم المتحدة، والذي دعا إلى استثمار هذا الزخم من أجل التوصل إلى تسوية سياسية دائمة.

## مقارنة بين البلدين
هذه مقارنة عامة ومرجعية للدولتين:
| وجه المقارنة                                              | المجر                                                       | المغرب                                 |
| --------------------------------------------------------- | ----------------------------------------------------------- | -------------------------------------- |
| المساحة (كم2)                                             | 93.04 ألف                                                   | 710.85 ألف                             |
| عدد السكان (نسمة)                                         | 9.78 مليون                                                  | 36.07 مليون                            |
| الكثافة السكانية (ن./كم²)                                 | 105.12                                                      | 50.74                                  |
| العاصمة                                                   | بودابست                                                     | الرباط                                 |
| اللغة الرسمية                                             | لغة مجرية                                                   | اللغة العربية، أمازيغية معيارية مغربية |
| العملة                                                    | فورنت مجري                                                  | درهم مغربي                             |
| الناتج المحلي الإجمالي (بليون دولار)                      | 139.14 مليار                                                | 109.14 مليار                           |
| الناتج المحلي الإجمالي (تعادل القوة الشرائية) بليون دولار | 260.42 مليار                                                | 274.06 مليار                           |
| الناتج المحلي الإجمالي الاسمي للفرد دولار أمريكي          | 12.36 ألف                                                   | 2.88 ألف                               |
| الناتج المحلي الإجمالي للفرد دولار أمريكي                 | 25.07 ألف                                                   | 7.49 ألف                               |
| مؤشر التنمية البشرية                                      | 0.828                                                       | 0.628                                  |
| رمز المكالمات الدولي                                      | +36                                                         | +212                                   |
| رمز الإنترنت                                              | .hu                                                         | .ma                                    |
| المنطقة الزمنية                                           | ت ع م+01:00، ت ع م+02:00، أوروبا/بودابست ‏، توقيت وسط أوروبا | ت ع م+01:00                            |

## تبادل الزيارات
في 12 أبريل 2024، استقبل رئيس الحكومة عزيز أخنوش، الوزير الأول المجري فيكتور أوربان، الذي يقوم بزيارة عمل إلى المغرب.

## منظمات دولية مشتركة
يشترك البلدان في عضوية مجموعة من المنظمات الدولية، منها:
| علم المنظمة | اسم المنظمة                               | تاريخ انضمام المجر | تاريخ انضمام المغرب |
| ----------- | ----------------------------------------- | ------------------ | ------------------- |
|             | مؤسسة التنمية الدولية                     | 29 أبريل 1985      | 29 ديسمبر 1960      |
|             | يونسكو                                    | 14 سبتمبر 1948     | 7 نوفمبر 1956       |
|             | وكالة ضمان الاستثمار متعدد الأطراف        | 21 أبريل 1988      | 17 سبتمبر 1992      |
|             | الأمم المتحدة                             | 14 ديسمبر 1955     | 12 نوفمبر 1956      |
|             | الفريق المعني برصد الأرض                  | ?                  | ?                   |
|             | الاتحاد البريدي العالمي                   | ?                  | ?                   |
|             | البنك الدولي للإنشاء والتعمير             | 7 يوليو 1982       | 25 أبريل 1958       |
|             | الاتحاد الدولي للاتصالات                  | 1866               | 1 نوفمبر 1956       |
|             | منظمة حظر الأسلحة الكيميائية              | ?                  | ?                   |
|             | مؤسسة التمويل الدولية                     | 29 أبريل 1985      | 30 أغسطس 1962       |
|             | المركز الدولي لتسوية المنازعات الاستشارية | 6 مارس 1987        | 10 يونيو 1967       |
|             | منظمة التجارة العالمية                    | 1995               | 1995                |
|             | منظمة الشرطة الجنائية الدولية             | ?                  | ?                   |

## وصلات خارجية
- موقع وزارة الخارجية المجرية
- موقع وزارة الخارجية المغربية